# Ребенок, Иван Денисович
Иван Денисович Ребенок (8 марта 1927 — 3 ноября 2001) — чабан совхоза «Запрудихинский» Краснозёрского района Новосибирской области. Герой Социалистического Труда (22.03.1966).

## Биография
8 марта 1927 года в селе Орехов Лог в крестьянской семье родился Иван Денисович Ребенок. Некоторое время проживал в посёлке Степной.
После службы в рядах Вооружённых сил СССР, в 1953 году, трудоустроился на работу в совхоз «Запрудихинский» Краснозёрского района Новосибирской области, овцеводом в Степное отделение.
Совхоз «Запрудихинский» одно из специализированных хозяйств, был создан для выращивания улучшенных пород овец, которые отличались высоким качеством производимой шерсти. В 1965 году Иван Денисович добился высоких показателей — по 126 ягнят на 100 овцематок, а также 5,29 килограмма шерсти с одной головы овцы.
Указом Президиума Верховного Совета СССР от 22 марта 1966 года за достижение высоких показателей в овцеводстве Ивану Денисовичу Ребенок присвоено звание Герой Социалистического Труда с вручением ордена Ленина и золотой медали «Серп и Молот».
Проживал в Краснозёрском районе. Умер 3 ноября 2001 года. Похоронен на сельском кладбище в селе Гербаево.

## Награды
Имеет следующие награды:
- золотая медаль «Серп и Молот» Героя Социалистического Труда (22.03.1966)
- орден Ленина (1966)